# Massariaceae
Massariaceae is een botanische naam, voor een familie van schimmels in de orde Pleosporales. 

## Geslachten
Volgens de Index Fungorum bestaat de familie uit de volgende geslachten: 
- Decaisnella
- Massaria
- Massarioramusculicola
- Paramassaria